# Alfred Wünnenberg
Alfred Bernhard Julius Ernst Wünnenberg (Sarrebourg, 20 luglio 1891 – Krefeld, 30 dicembre 1963) è stato un generale e poliziotto tedesco delle Waffen-SS e della Ordnungspolizei durante la seconda guerra mondiale.

## Biografia
Wünnenberg nacque a Sarrebourg, nella Lorena territorio all'epoca facente parte dell'Impero tedesco, figlio di un dirigente di un ospedale militare. Allo scoppio della prima guerra mondiale, arruolatosi volontario, le sue doti gli valsero ben presto il comando di un plotone, che abbandonò in seguito per diventare aviere della nuova aviazione militare. Al termine del conflitto si arruolò volontario in diversi Freikorps che combattevano le formazioni comuniste, partecipando a diversi scontri nell'Alta Slesia e nella zona della Ruhr.
Nel settembre del 1920 decise di abbandonare la vita militare per entrare nelle forze di polizia: dal 1926 al 1928 fu comandante dell'Accademia di polizia di Krefeld e poi di Colonia; nell'aprile del 1931 ottenne una cattedra alla scuola di polizia di Berlino-Charlottenburg e nell'agosto dello stesso anno venne posto nel corpo ufficiali della riserva dello Reichswehr.
Nell'agosto del 1933 venne nominato comandante della Schutzpolizei di Beuthen, e successivamente di Gleiwitz (maggio 1934), Saarbrücken (febbraio 1935), Brema (ottobre 1937) e Mannheim (ottobre 1938). Sempre nel corso del 1937 venne promosso Oberstleutnant der Schutzpolizei e nel dicembre del 1938 Ispettore della Ordnungspolizei di Stoccarda.
Nell'ottobre del 1939 ricevette il comando del 3. Reggimento fucilieri della polizia SS, con il quale partecipò alla Campagna nei Paesi Bassi e in Francia e successivamente all'invasione della Russia: la difesa di Stojanowitschina e i duri combattimenti nei pressi di Luga, oltre alla presa di Krasnowardeisk, nodo cruciale nell'avanzata verso Leningrado, gli valsero la promozione a SS-Standartenführer und Oberst der Schutzpolizei e la Croce di Cavaliere (15 novembre 1941).
Il 15 dicembre 1941 assunse il comando dell'intera divisione "Polizei", guidando i propri uomini per oltre un anno in durissimi combattimenti contro i sovietici, che gli valsero la promozione a SS-Brigadeführer und Generalmajor der Polizei e le Foglie di Quercia della Croce di Cavaliere (23 aprile 1942).
Nel giugno del 1943 assunse il comando generale del IV. SS-Panzerkorps, mantenendo la guida di tale forza fino ad ottobre: il 23 ottobre 1943 ottenne infatti il comando della Ordnungspolizei (Chef der Ordnungspolizei) in sostituzione di Kurt Daluege.
Morì il 30 dicembre 1963 a Krefeld.